# Science-Fiction-Jahr 2004
Übersicht

◄◄ | ◄ | 2000 | 2001 | 2002 | 2003 | Science-Fiction-Jahr 2004 | 2005 | 2006 | 2007 | 2008 | ► | ►►

Weitere Ereignisse

## Ereignisse
- Die Retro Hugo Awards für das Jahr 1953 wurden verliehen.